# Gmina Silkeborg (1970–2006)
Gmina Silkeborg (duń. Silkeborg Kommune) – w latach 1970–2006 (włącznie) jedna z gmin w Danii w ówczesnym okręgu Århus Amt. 
Siedzibą władz gminy było miasto Silkeborg. 
Gmina Silkeborg została utworzona 1 kwietnia 1970 na mocy reformy podziału administracyjnego Danii. Po kolejnej reformie w 2007 r. weszła w skład nowej gminy Silkeborg.

## Dane liczbowe
- Liczba ludności: (♀ 27 084 + ♂ 27 996) = 55 080
  - wiek 0-6: 9,2%
  - wiek 7-16: 13,3%
  - wiek 17-66: 65,6%
  - wiek 67+: 11,9%
- zagęszczenie ludności: 216,0 osób/km²
- bezrobocie: 4,8% osób w wieku 17-66 lat
- cudzoziemcy z UE, Skandynawii i USA: 100 na 10 000 osób
- cudzoziemcy z krajów Trzeciego Świata: 220 na 10 000 osób
- liczba szkół podstawowych: 16 (liczba klas: 299)